# Trichaptum basifuscum
Trichaptum basifuscum är en svampart som beskrevs av Corner 1987. Trichaptum basifuscum ingår i släktet Trichaptum och familjen Polyporaceae.   Inga underarter finns listade i Catalogue of Life.